# Конхобар, сын Несс
Конхобар, сын Несс (др.‑ирл. Conchobar Mac Nessa, ирл. Conchúr Mac Neasa) — персонаж уладского цикла ирландских эпических сказаний, при дворе которого действуют герои Кухулин, Коналл Кернах, Лоэгайре Буадах и другие.
Согласно саге «Рождение Конхобара» (Compert Conchobuir) он был сыном королевской дочери Несс и друида-воителя Катбада. Затем Несс сделала его королём уладов, обманом получив королевство у Фергуса, сына Ройга: об этом рассказывает сага «Сказание о Конхобаре, сыне Несс» (Scéla Chonchobuir).
Сага «Изгнание сыновей Уснеха» (Longes mac nUisnig) рассказывает о трагической судьбе девушки Дейрдре, с детства предназначенной в жёны Конхобару. Влюбившись в юношу Найсе, она сбежала с ним и его братьями. Фергус, сын Ройга, пригласил их вернуться и обещал безопасность. Но обещание было нарушено: Найсе и его братья были убиты, а Дейрдре отдали убийце Найсе — Эогану, сыну Дуртахта. Фергус, сын короля Кормак Конд Лонгес и многие другие воины Конхобара, оскорблённые тем, что данное ими слово было нарушено, покинули Конхобара и отправились в изгнание, впоследствии оказавшись при дворе королевы Медб.
Конхобар является одним из главных действующих лиц эпоса Похищение быка из Куальнге.
О гибели Конхобара рассказано в саге «Смерть Конхобара» (Aided Chonchobuir): враг метнул в голову короля известковый шарик, сделанный из мозга лейнстерского короля Мес Гегры (его гибель описана в саге «Осада Эдара»). После ранения Конхобар пролежал без движения несколько лет. Ко двору прибыли послы римского императора, которые поведали ему о распятии Христа. В негодовании Конхобар вскочил, мозг Мес Гегры выпал из его головы, хлынула кровь, и он умер: «эта кровь», говорит сага, «была ему крещением».
Помимо Дейрдре, Конхобар имеет многочисленные связи с женщинами, у него есть и главная жена — Мугайн Айтенкайтрех.